# 28 août 1976
Le samedi 28 août 1976 est le 241e jour de l'année 1976.

## Naissances
- Charlie Hore, joueur de rugby néo-zélandais
- Claire Léost, écrivaine et éditrice française
- Clare Mackintosh, écrivaine britannique
- Federico Magallanes, footballeur uruguayen
- Lexi Lamour, actrice pornographique américaine
- Mantas Kvedaravičius (mort le 2 avril 2022), réalisateur et cinéaste lituanien
- Tujiko Noriko, musicienne et chanteuse japonaise
- Rachel Kimsey, actrice américaine
- Rhona Shepherd, joueuse écossaise de rugby à XV
- Thomas de Bergeyck, journaliste belge
- Tyree Washington, athlète américain
- Wang Xianbo, judoka chinoise

## Décès
- Albert Jaouen (né le 21 juillet 1909), personnalité politique française
- Anissa Jones (née le 11 mars 1958), actrice américaine
- Juan Ibarrola (né en 1900), militaire espagnol

## Événements
- Match retour de la Copa Interamericana 1975